# Часопис картографії
«Часопис картографії» — збірка наукових праць. Заснований у 1996 році за ініціативи професора А. М. Молочка, завкафедри геодезії та картографії Київського університету. З 1996 до 2010 року виходив під назвою «Картографія та вища школа». Внесена до «Переліку фахових видань України, в яких можуть публікуватися результати дисертаційних робіт на здобуття наукових ступенів доктора і кандидата наук», Постанова Президії ВАК України від 9 лютого 2000 року № 2-02/2. Свідоцтво про державну реєстрацію КВ№ 17026-5796P від 19.08.2010 року.
Видання підтримується Державною службою геодезії, картографії та кадастру України, Топографічною службою Збройних сил України, Держкомзему, Національною академією картографії України, Державною гідрографічною службою України, ЗАТ «Інститут передових технологій», НВЦ «Київський університет». Обсяг понад 20 авторських сторінок. Періодичність видання — 1 на рік. Кількість випусків — 13 (станом на 2008 рік). Наклад 300 примірників.
Склад авторів: викладачі, аспіранти, студенти та провідні науковці України та інших країн з картографії, геодезії топографії.
Тематика рубрик видання:
- Загальні та теоретичні питання картографії;
- ГІС-технології в картографії;
- Картографування природних та суспільних явищ;
- Атласне картографування;
- Історія картографії;
- Персоналії.

## Редакційна колегія
Редакційна колегія складається з фахівців галузі провідних дослідних та навчальних центрів України:
- Шевченко В. О., доктор географічних наук, член-кореспондент Національної академії педагогічних наук України (головний редактор);
- Бондаренко Е. Л., доктор географічних наук (заступник головного редактора);
- Барладін О. В., кандидат технічних наук;
- Бортник С. Ю., доктор географічних наук;
- Володченко А., професор (Німеччина);
- Гордеєв А. Ю., кандидат географічних наук;
- Левицький І. Ю., доктор географічних наук;
- Молочко А. М., доктор географічних наук;
- Сніжко С. І., доктор географічних наук;
- Сосса Р. І., доктор географічних наук;
- Хільчевський В. К., доктор географічних наук;
- Шищенко П. Г., доктор географічних наук.